# 斎藤親基日記
『斎藤親基日記』（さいとうちかもとにっき）は、室町幕府の奉行衆の1人である斎藤親基の日記。
寛正6年（1465年）8月から応仁元年（1467年）5月 (旧暦)までの日記を長享元年（1487年）に書写したものが残されている。ただし、現行本には書写時ないし後世（戦国時代初期）の加筆が含まれている。足利義政期の政務・軍事・儀式の様子、朝幕関係、社会的事件や災害などが詳細に記されている。